# INS Sindhurakshak (S63)
El INS Sindhurakshak (en sánscrito, 'Protector de los mares') fue un submarino diésel-eléctrico 877EKM de la clase Kilo de fabricación rusa (clase Sindhughosh) de la Armada de la India.  Encargado el 24 de diciembre de 1997, fue el noveno de los diez submarinos de la clase Kilo en la Marina de la India. El 4 de junio de 2010, el Ministerio de Defensa de la India y el astillero Zvezdochka firmaron un contrato por valor de 80 millones de dólares para mejorar y reacondicionar el submarino. Después de la revisión, regresó a la India desde Rusia entre mayo y junio de 2013.

## Hundimiento

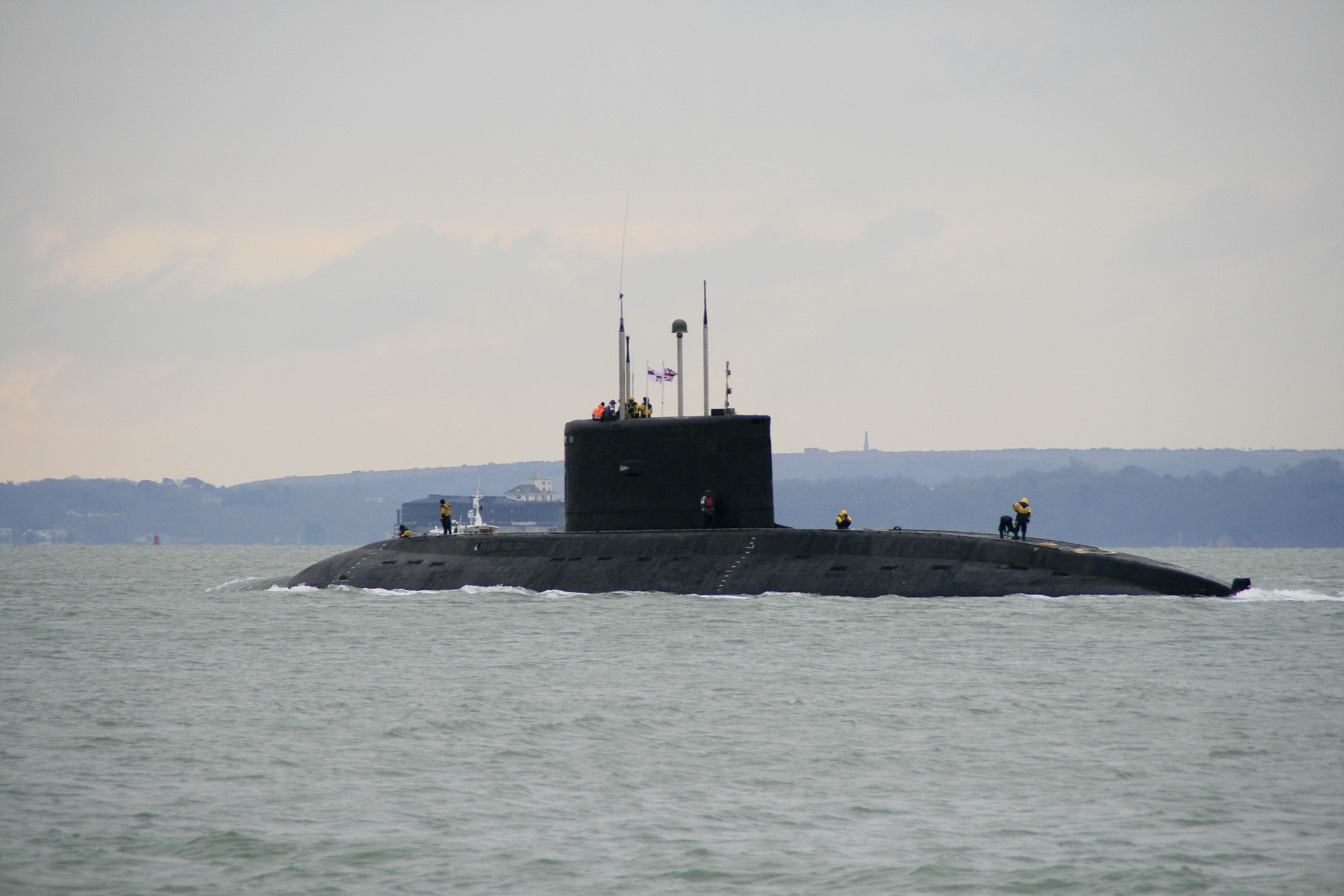
INS Sindhurakshak en febrero del año 2013.

El submarino sufrió un gran incendio y explosión el 14 de agosto de 2013 y se hundió en el astillero naval de Bombay con la muerte de 18 miembros de la tripulación. El submarino se hundió y quedó parcialmente sumergido en aguas de 15 metros de profundidad en su atracadero , con solo una parte de la vela visible sobre la superficie del agua. 
En diciembre de 2014, un tribunal de instrucción naval llegó a la conclusión preliminar de que un error humano como resultado de la fatiga de la tripulación causó el desastre. Un oficial superior declaró que "la tripulación estaba trabajando más allá de las horas prescritas. La fatiga y el agotamiento pueden haber provocado un error humano que condujo al accidente. Se violaron los procedimientos operativos estándar en varios niveles".
Un informe de 2017 del Contralor y Auditor General de la India citó a la Junta de Investigación de la Marina afirmando que "las autoridades de submarinos involucradas no evaluaron adecuadamente la fatiga de la tripulación, además, el submarino tenía municiones a punto de caducar".
Inicialmente, la marina india tenía la esperanza de volver a usar el Sindhurakshak después de que fuera reflotado y reparado, pero el Día de la Marina de 2015, el vicealmirante Cheema confirmó que se eliminaría el Sindhurakshak. Después de un período de uso para el entrenamiento de comandos de la marina, el submarino fue hundido, a 3000 metros de profundidad en el mar Arábigo, durante junio de 2017.